# Dale Jarrett
Dale Jarrett, född den 26 november 1956 i Newton, North Carolina, USA, är en amerikansk före detta racerförare. Han vann NASCAR Winston Cup 1999.

## Racingkarriär
Jarrett hade framgångar i NASCAR Busch Series under 1980-talet, och fick 1987 göra sin första fulla säsong i NASCAR, då han blev 26:a, och sedan 23:a 1988. Han hade därefter några tunga säsonger, innan han 1991 vann sitt första race i karriären på Michigan Speedway, men blev ändå inte bättre än sjuttonde totalt. 1993 blev istället hans ordentliga genombrott, då han vann Daytona 500, och sedermera slutade på en fjärdeplats totalt. 1996 var en annan lyckad säsong för Jarrett efter ett par mellanår, då ha återigen vann Daytona 500, och slutade på tredjeplats totalt. 1997 vann Jarrett sju race, men förlorade titeln med den lilla marginalen av fjorton poäng. 1998 slutade Jarrett på en tredjeplats totalt efter tre racevinster, innan han 1999 blev mästare i serien, vilket var kronan på verket i hans karriär. 2000 gav en total fjärdeplats, men sedan började det gå utför för Jarrett som hängde kvar som förare väldigt länge, men 2008 valde han att avsluta sin karriär.